# Вангалактичка астрономија
Вангалактичка астрономија је грана астрономије која проучава формирање и развој галаксија, и уједно свих објеката који се налазе ван Млечног пута. Услед различитих облика и особина галаксија, постоји потреба за класификацијом и проучавањем морфологије галаксија. Једне од активнијих области вангалактичке астрономије јесте изучавање активних галаксија и група и јата галаксија. Оно што нам је омогућила вангалактичка астрономија последњих деценија јесте почетак разумевања структуре свемира на великој скали.